# Industria de la inteligencia artificial en China
La industria de la inteligencia artificial (IA) en China es un campo multimillonario en rápido desarrollo. En 2021, el mercado de la inteligencia artificial tenía un valor aproximado de 150 000 millones de RMB (23 196 millones de dólares estadounidenses) y se prevé que alcance los 400 000 millones de RMB (61 855 millones de dólares estadounidenses) para 2025. Las raíces del desarrollo de la IA de China comenzaron a fines de la década de 1970, luego de reformas económicas que enfatizaron la ciencia y tecnología en China como la principal fuerza productiva del país.
Las primeras etapas del desarrollo de la IA en China fueron lentas y enfrentaron serios desafíos debido a la falta de recursos y talento. Al principio, China estaba detrás de la mayoría de los países occidentales en términos de desarrollo de IA. La mayoría de la investigación fue dirigida por científicos que habían recibido educación superior en el extranjero.
Desde 2006, China ha desarrollado constantemente una agenda nacional para el desarrollo de la inteligencia artificial y se ha convertido en una de las naciones líderes en investigación y desarrollo de inteligencia artificial. A fines de la década de 2010, China anunció en su decimotercer plan quinquenal su objetivo de convertirse en un líder mundial en IA para 2030 y aumentar el valor de su industria de IA a más de 1 billón de RMB en el mismo año.
China fijó este objetivo en tres etapas, estableciendo puntos de referencia para 2020, 2025 y 2030 respectivamente, y lanzando un puñado de políticas, que incluyen 'Internet + IA' y 'Plan de desarrollo de IA de nueva generación' para incentivar el crecimiento de la industria. Los analistas estimaron que el desarrollo de IA de China contribuiría a una tasa de crecimiento anual de aproximadamente 0,8% a 1,4% a la economía de China.
El gobierno central de China tiene una lista de "equipos nacionales de IA" que incluye quince empresas con sede en China, incluidas Baidu, Tencent, Alibaba, SenseTime e iFlytek. Cada empresa debe liderar el desarrollo de un sector de IA especializado designado en China, como reconocimiento facial, software / hardware e inteligencia de voz. El rápido desarrollo de la IA de China ha tenido un impacto significativo en la sociedad china en muchas áreas, incluidas las esferas socioeconómica, militar y política. La agricultura, el transporte, los servicios de alojamiento y alimentación, y la fabricación son las principales industrias que se verían más afectadas por un mayor despliegue de IA.
Los académicos han advertido sobre los posibles impactos negativos en la economía laboral de China y los beneficios desproporcionados entre las áreas urbanas y rurales, las regiones costeras y del interior, y entre los diferentes grupos de ingresos. El sector privado, los laboratorios universitarios y las fuerzas armadas están trabajando en colaboración en muchos aspectos, ya que actualmente existen pocos límites. A medida que China continúa expandiendo su industria de inteligencia artificial, existen preocupaciones éticas y regulatorias que aún deben abordarse, como el control de datos y la privacidad del usuario. En 2021, China publicó la Ley de seguridad de datos de la República Popular China, su primera ley nacional que aborda las preocupaciones éticas relacionadas con la IA. En octubre de 2022, el gobierno federal de los Estados Unidos anunció una serie de controles de exportación y restricciones comerciales destinados a restringir el acceso de China a chips informáticos avanzados para aplicaciones de IA.
En abril de 2023, la Administración del Ciberespacio de China propuso reglas de que el contenido producido por inteligencia artificial "debe reflejar los valores fundamentales del socialismo".

## Historia
La investigación y el desarrollo de la Inteligencia Artificial (IA) en China comenzó en la década de 1980, con el anuncio de Deng Xiaoping sobre la importancia de la ciencia y la tecnología para el crecimiento económico de China. A pesar de que comenzó relativamente tarde, el desarrollo de la IA en China ha alcanzado hitos significativos en los últimos años, lo que lo convierte en un contribuyente notable tanto en la investigación como en la aplicación del campo de la IA. Cabe señalar que las políticas chinas han jugado un papel crucial en impulsar el avance de la IA desde el principio, siendo la IA una parte importante del plan tecnológico nacional de China.

### Finales de la década de 1970 a principios de la de 2010
La investigación y el desarrollo de la inteligencia artificial no comenzaron hasta finales de la década de 1970, después de las reformas económicas, cuando Deng Xiaoping enunció su famosa frase, "la ciencia y la tecnología son fuerzas productivas primarias" (科技是第一生产力). El discurso de Deng demostró el compromiso de China con la innovación tecnológica Si bien hubo una falta de investigación relacionada con la IA entre las décadas de 1950 y 1960, algunos académicos creen que esto se debe a la influencia de la cibernética de la Unión Soviética, a pesar de la división chino-soviética a fines de la década de 1950 y principios de la de 1960. En la década de 1980, un grupo de científicos chinos lanzó una investigación de IA dirigida por Qian Xuesen y Wu Wenjun Sin embargo, durante ese tiempo, la sociedad china todavía tenía una visión generalmente conservadora hacia la IA. El desarrollo temprano de la IA en China fue difícil, por lo que el gobierno de China abordó estos desafíos enviando académicos chinos al extranjero para estudiar la IA y proporcionando además fondos gubernamentales para proyectos de investigación. La Asociación China para la Inteligencia Artificial (CAAI) fue fundada en septiembre de 1981 y fue autorizada por el Ministerio de Asuntos Civiles Incluso ahora, CAAI sigue siendo la única asociación académica nacional en China que se especializa en tecnología y ciencia de inteligencia. El primer presidente del comité ejecutivo fue Qin Yuanxun, quien recibió un doctorado en filosofía de la Universidad de Harvard. En 1987, la Universidad de Tsinghua hizo la primera publicación de investigación de China sobre inteligencia artificial. A partir de 1993, la automatización inteligente y la inteligencia artificial han sido parte del plan tecnológico nacional de China.
Desde la década de 2000, China ha ampliado aún más sus fondos de investigación y desarrollo para IA, y la cantidad de proyectos de investigación patrocinados por el gobierno ha aumentado drásticamente. En 2001, la agencia de noticias Xinhua publicó un informe titulado "La investigación de inteligencia artificial de China ha entrado en una nueva era", anunciando que la investigación de IA de China había pasado de seguir la investigación extranjera a la investigación independiente después de la Conferencia Nacional de 2001 de la Asociación China de Inteligencia Artificial. Los avances presentados durante la conferencia demostraron la capacidad de China para innovar en el campo de la IA y marcaron una nueva era en la investigación china sobre IA.
En 2006, China anunció una política prioritaria para el desarrollo de la inteligencia artificial, que se incluyó en el Plan Nacional a Medio y Largo Plazo para el Desarrollo de la Ciencia y la Tecnología (2006-2020), publicado por el Consejo de Estado En el mismo año, también se hizo hincapié en la inteligencia artificial durante el "Undécimo Plan Quinquenal". En la directriz, el plan enfatizó la necesidad de una investigación sistemática y profunda sobre la adquisición, el procesamiento, la transmisión, el almacenamiento, la reproducción, la seguridad y la utilización de la información, así como sobre los componentes básicos de los sistemas de información, los entornos de procesamiento de la información, la computación científica, inteligencia artificial, teoría de control y otros aspectos, con el fin de proporcionar una base teórica y tecnológica sólida para que la industria de la información de China logre un desarrollo acelerado.
En 2011, la Asociación para el Avance de la Inteligencia Artificial (AAAI) estableció una sucursal en Pekín. En el mismo año, se fundó el Premio de Ciencia y Tecnología de Inteligencia Artificial Wu Wenjun en a Wu Wenjun, que se convirtió en el premio más importante para los logros chinos en el campo de la Inteligencia Artificial. La primera ceremonia de premiación se llevó a cabo el 14 de mayo de 2012. En 2013, las Conferencias Conjuntas Internacionales sobre Inteligencia Artificial (IJCAI) se llevaron a cabo en Pekín, siendo la primera vez en que la conferencia tuvo lugar en China. Este evento coincidió con el anuncio del gobierno chino del "Año de la inteligencia china", un hito importante en el desarrollo de la inteligencia artificial en el país.

### Finales de la década de 2010 a principios de la de 2020
El Consejo de Estado de China emitió "Un Plan de Desarrollo de Inteligencia Artificial de Próxima Generación" (Documento del Consejo de Estado [2017] N. ° 35) el 20 de julio de 2017. En el documento, el Comité Central del Partido Comunista de China y el Consejo de Estado instaron a los órganos de gobierno de China a promover el desarrollo de la inteligencia artificial. Específicamente, el plan describía la IA como una tecnología estratégica que se había convertido en un "foco de competencia internacional". :2 El documento instó a un inversión significativa en una serie de áreas estratégicas relacionadas con la IA y pidió una estrecha cooperación entre el estado y los sectores privados. Con motivo del discurso del secretario general del Partido Comunista, Xi Jinping, en la primera reunión plenaria del Comité Central de Desarrollo de la Fusión Militar-Civil (CMCFDC), académicos de la Universidad de Defensa Nacional escribieron en el PLA Daily que la "transferibilidad de los recursos sociales" entre los recursos económicos y sociales fines militares es un componente esencial para ser una gran potencia. Durante las dos sesiones de 2017, se propuso elevar la "inteligencia artificial plus" a un nivel estratégico. El mismo año fue testigo del surgimiento de múltiples usos a nivel de aplicación en el campo médico según diversos informes. La Academia de Ciencias de China (CAS) estableció además su laboratorio de investigación de chips de procesadores de IA en Nankín y presentó su primer chip de especialización de IA "Cambrian".
En 2018, el Consejo de Estado presupuestó 2100 millones de dólares para un parque industrial de IA en el distrito de Mentougou Para lograrlo, el Consejo de Estado planteó la necesidad de la adquisición masiva de talento, desarrollos teóricos y prácticos, así como inversiones públicas y privadas. Algunos investigadores y académicos argumentaron que el compromiso de China con el liderazgo mundial en inteligencia artificial y la competencia tecnológica se debió a su bajo rendimiento anterior en innovación, que el gobierno central consideró parte del "siglo de la humillación" desde la dinastía Qing Hay causas históricamente arraigadas de la ansiedad de China por asegurar un dominio tecnológico internacional: China se perdió ambas revoluciones industriales, la que comenzó en Gran Bretaña a mediados del siglo XVIII y la que se originó en Estados Unidos a fines del siglo XIX. Por lo tanto, el gobierno de China desea aprovechar la revolución tecnológica en el mundo actual liderada por la tecnología digital, incluida la IA, para recuperar el lugar "legítimo" de China y perseguir el rejuvenecimiento nacional propuesto por Xi. Algunas de las motivaciones declaradas que dio el Consejo de Estado para seguir su estrategia de IA incluyen el potencial de la inteligencia artificial para la transformación industrial, una mejor gobernanza social y el mantenimiento de la estabilidad social. El Consejo de Estado predijo que China habría contribuido globalmente al hardware, software y métodos pertinentes a la inteligencia artificial para 2020. Específicamente, el Consejo de Estado proyectó que el valor de las principales industrias de IA en China aumentaría a 150 000 millones de RMB, con un valor de más de 1 billón de RMB si se contabilizan las industrias relacionadas.
En 2019, la aplicación de la Inteligencia Artificial se expandió a varios campos como la física cuántica, la geografía y la investigación médica. Con la aparición de modelos grandes de lenguaje (LLM), como GPT a principios de 2020, los investigadores chinos comenzaron a desarrollar su propio LLM. Un ejemplo de ello es el gran modelo multimodal denominado "Zidong Taichu". Varias empresas e instituciones académicas chinas participan activamente en la investigación de LLM, incluido Ernie de Baidu. En marzo de 2023, Huawei lanzó su LLM de billones de parámetros "PanGu-Sigma", como un ejemplo del desarrollo de los LLM chinos.

### Proyección futura
Para 2025, el Consejo de Estado tiene como objetivo que China haga contribuciones fundamentales a la teoría básica de la IA y consolide su lugar como líder mundial en la investigación de la IA, también tiene como objetivo que la IA se convierta en "la principal fuerza impulsora para la mejora industrial y la transformación económica de China" en este momento. La institución proyecta que el valor de la industria central de AI photo editor en China tenga un valor de 400 mil millones de RMB, con un valor de más de 5 billones de RMB cuando se contabilizan las industrias relacionadas. El objetivo para 2030 es que China sea el líder mundial en el desarrollo de teoría y tecnología de inteligencia artificial. El Consejo de Estado afirma que China habrá desarrollado un "sistema maduro de teoría y tecnología de IA de nueva generación". Se proyecta que el valor de las industrias centrales de IA por esa fecha sea de 1 billón de RMB, con un valor de más de 10 billones de RMB cuando se contabilizan las industrias relacionadas.

## Lista de las principales políticas relacionadas con la IA de China
| Año  | Documento de política | Expedido por |
| ---- | --- | --- |
| 2015 | Hecho en China 2025 (中国制造2025) | El primer ministro Li Keqiang y su gabinete |
| 2015 | "Opiniones de orientación del Consejo de Estado sobre la promoción activa de la acción "Internet Plus"" (国务院关于积极推进"互联网+"行动的指导意见) | Consejo de Estado de la República Popular China |
| 2016 | Decimotercer Plan Quinquenal de China (中华人民共和国国民经济和社会发展第十三个五年规划纲要)                                                        | Consejo de Estado de la República Popular China |
| 2016 | "Plan de implementación de tres años de Internet + IA" (新一代AI产业发展三年行动计划）)                                                             | Comisión Nacional de Desarrollo y Reforma; Ministerio de Ciencia y Tecnología; Ministerio de Industria y Tecnologías de la Información; el Grupo Directivo Central para Asuntos del Ciberespacio                         |
| 2017 | "Plan de desarrollo de IA de nueva generación" (新一代人工智能发展规划)                                                                             | Consejo de Estado de la República Popular China |
| 2019 | Lineamientos para la Construcción de la Plataforma Nacional de Innovación Abierta de Inteligencia Artificial de Nueva Generación"                   | Ministerio de Ciencia y Tecnología |
| 2020 | "Guía Nacional de Estandarización de IA de Nueva Generación" (国家新一代人工智能标准体系建设指南)                                                   | Administración Nacional de Normalización; Administración Central del Ciberespacio; Comisión Nacional de Desarrollo y Reforma; Ministerio de Ciencia y Tecnología Ministerio de Industria y Tecnologías de la Información |
| 2021 | Decimocuarto Plan Quinquenal de China (中华人民共和国国民经济和社会发展第十四个五年规划纲要)                                                        | Consejo de Estado de la República Popular China |
| 2021 | "Una nueva generación de código de ética de inteligencia artificial" （新一代人工智能伦理规范）                                                     | Ministerio de Ciencia y Tecnología |
| 2021 | Ley de seguridad de datos de China (中华人民共和国数据安全法)                                                                                       | Consejo de Estado de la República Popular China |

## La preparación de China para la IA

### Agenda de gobierno
Según una publicación de febrero de 2019 del Center for a New American Security, el liderazgo de China, incluido el líder chino Xi Jinping, creen que estar a la vanguardia de la tecnología de inteligencia artificial será fundamental para el futuro de la competencia mundial por el poder económico y militar. China es, con mucho, el competidor más ambicioso de Estados Unidos en el mercado internacional de IA, y el "Plan de desarrollo de IA de próxima generación" de China de 2017 describe la IA como una "tecnología estratégica" que se ha convertido en un "foco de la competencia internacional". :2 Según el documento, China buscaba desarrollar una industria central de IA con un valor de más de 150 000 millones de RMB132 —o aproximadamente $21 700 millones— para 2020 y "tomará con firmeza la iniciativa estratégica" y alcanzará "niveles líderes en el mundo" de IA inversión para 2030. :2-6
Según el AI Readiness Index 2020 publicado por Oxford Insights, China ocupa el puesto número 19 a nivel mundial con una puntuación de índice de 69,08/100. El informe destacó que el puntaje de China podría ser más alto en realidad, ya que el índice de IA no midió la implementación real de IA en sí. AIDP ha dividido el desarrollo de IA de China en tres etapas:
- 2020 como primer punto de referencia: la industria de IA de China podría igualar a la mayoría de las naciones avanzadas en IA con un valor de 150 mil millones de RMB;
- 2025 como segundo punto de referencia: convertirse en líder mundial en ciertos campos de IA con un valor de 400 mil millones de RMB;
- 2030 como tercer punto de referencia: convertirse en el principal centro de innovación de IA del mundo con un valor de más de 10 billones de RMB

### Posición Mundial
Según Statista, el mercado de IA de China alcanzó más de 128 mil millones de RMB para 2020 y, sin embargo, el mercado continúa creciendo. En la carrera global de IA de hoy, China compartió el 19% del total de acuerdos de financiación de IA globales, que ocupa el puesto número 2 detrás de EE. UU. (41%). De acuerdo con los 14º Planes Quinquenales de China, el documento que cubre los planes de China para el período entre 2021 y 2025 publicado en 2021 por la Asamblea Popular Nacional, se destacaron los siguientes objetivos:
1. Barreras innovadoras de tecnología de IA central '突破核心技术'
2. Mejorar la economía digital e integrar la implementación de IA industrial para alcanzar un ecosistema de economía inteligente y una transformación digital completa.
3. Contar con un marco regulatorio integral que aborde las preocupaciones y los riesgos potenciales que plantea la IA

### Preparación de la industria
En cuanto a la industria, la numerosa población de China genera una cantidad masiva de datos accesibles para empresas e investigadores, lo que ofrece una ventaja crucial en la carrera de los grandes datos. Por ejemplo, el reconocimiento facial es una de las aplicaciones de IA más extendidas en China. La recopilación de estas grandes cantidades de datos de sus residentes ayuda a capacitar y expandir aún más las capacidades de IA. El mercado de China no solo es propicio y valioso para que las corporaciones promuevan la investigación y desarrollo de la inteligencia artificial (AI R&D = Research & Development in Artificial Intelligence) sino que también ofrece un enorme potencial económico que atrae a empresas nacionales e internacionales para unirse al mercado de IA. El drástico desarrollo de la industria de las tecnologías de la información y la comunicación (TIC) y los chips de IA en los últimos años son dos ejemplos de esto.

## Investigación y desarrollo de IA de China
La investigación y el desarrollo de IA de China atraviesan diferentes sectores y organizaciones, incluidas colaboraciones público-privadas, colaboraciones académicas-privadas, proyectos dirigidos por el gobierno y muchos otros. Muchos académicos creen que China ha adoptado un enfoque de "recuperación" para su desarrollo de IA, que también es evidente a través de documentos de política. Para el gasto público en AI R&D, China ha invertdo más que el gobierno de EE. UU. en los últimos años. La financiación pública china de la IA se centró principalmente en la investigación avanzada y aplicada. La financiación del gobierno también apoyó múltiples AI R&D en el sector privado a través de capitales de riesgo respaldados por el estado. Gran parte de la investigación de la agencia analítica mostró que si bien China está invirtiendo masivamente en todos los aspectos del desarrollo de IA, el reconocimiento facial, la biotecnología, la computación cuántica, la inteligencia médica y los vehículos autónomos son los sectores de IA que reciben la mayor atención y financiación.
De acuerdo con la guía nacional sobre el desarrollo de zonas de desarrollo industrial de alta tecnología de China del Ministerio de Ciencia y Tecnología, hay catorce ciudades y un condado seleccionados como zona de desarrollo experimental. Las provincias de Zhejiang y Guangdong tienen la mayor innovación de IA en áreas experimentales. Sin embargo, el enfoque de la AI R&D varió según las ciudades y el desarrollo industrial local y el ecosistema. Por ejemplo, Suzhou, una ciudad con una sólida industria manufacturera desde hace mucho tiempo, se centra en gran medida en la automatización y la infraestructura de IA, mientras que Wuhan se centra más en las implementaciones de IA y el sector educativo.
Los logros recientes de China en el campo demuestran el potencial de China para alcanzar sus objetivos para el desarrollo de la IA. En 2015, la empresa de IA líder en China, Baidu, creó un software de IA capaz de superar los niveles humanos de reconocimiento de idiomas, casi un año antes que Microsoft, el competidor estadounidense más cercano. En 2016 y 2017, los equipos chinos ganaron el primer premio en el Desafío de reconocimiento visual a gran escala, una competencia internacional para sistemas de visión artificial Muchos de estos sistemas ahora se integraron en la red de vigilancia interna de China y el sistema de crédito social, que tiene como objetivo monitorear y, en función del comportamiento social, "calificar" a todos los ciudadanos chinos.
En China, la mayoría de las publicaciones de IA revisadas por pares están asociadas con la academia, que representó aproximadamente el 95,4% del número total en 2019, similar a la Unión Europea. Las colaboraciones interdisciplinarias juegan un papel esencial en la AI R&D de China, incluidas las colaboraciones académicas y corporativas, las colaboraciones público-privadas y las colaboraciones y proyectos internacionales con asociaciones entre empresas y gobiernos son las más comunes. El gobierno incentiva la innovación tecnológica de las empresas a través de políticas, financiamiento y patrocinios nacionales. Como mostró la sección de historia mencionada, el gobierno central de China lanzó una serie de marcos de políticas y orientación con el objetivo integrado de ser el líder mundial en IA. En cuanto a las publicaciones de IA, China se ubica entre los tres primeros del mundo, después de Estados Unidos y la Unión Europea, por el número total de publicaciones de IA revisadas por pares que se producen bajo una asociación corporativa-académica entre 2015 y 2019. Además, según un informe del índice de IA, China superó a EE. UU. en 2020 en el número total de citas de revistas relacionadas con la IA a nivel mundial. En términos de investigación y desarrollo relacionados con la IA, el documento de IA revisado por pares con sede en China está patrocinado principalmente por el gobierno. En mayo de 2021, la Academia de Inteligencia Artificial de Pekín lanzó el modelo de lenguaje preentrenado más grande del mundo (WuDao).

## Impacto

### Impacto económico
Según el informe de McKinsey de 2017, el crecimiento económico de China tendría una tasa de crecimiento anual de aproximadamente 0,8 % - 1,4 % a partir de la automatización impulsada por IA y los aumentos en la productividad interna que beneficiarían a las industrias de servicios alimentarios, agricultura, manufactura y alojamiento. Otras fuentes proporcionan cifras ligeramente diferentes, como Accenture, que estimó que la IA agregaría un crecimiento económico del 1,6 % a China para 2035. El Foro Económico Mundial declaró que, para 2017, dos tercios de las inversiones totales en IA en todo el mundo se están precipitando en China, lo que resulta en una tasa de crecimiento anual del 67 % para la industria de IA de China. Los medios patrocinados por el estado destacaron específicamente a las industrias manufactureras de alta tecnología como un fuerte impulsor del crecimiento económico estable de China.
La mayoría de las agencias tienen opiniones optimistas sobre el impacto económico de la IA en el crecimiento económico a largo plazo de China. En el pasado, las industrias tradicionales en China han tenido problemas con el aumento de los costos laborales debido al envejecimiento de la población y la baja tasa de natalidad. Con el despliegue de IA, se espera que los costos operativos se reduzcan, mientras que un aumento en la eficiencia genera un crecimiento de los ingresos.  Algunos destacan la importancia de una política clara y el apoyo gubernamental para superar las barreras de adopción, incluidos los costos y la falta de talentos técnicos debidamente capacitados y conciencia de IA. Sin embargo, existen preocupaciones sobre la profundización de la desigualdad de ingresos de China y el mercado laboral desequilibrado en constante expansión en China. Los trabajadores de ingresos bajos y medianos podrían ser los más afectados negativamente por el desarrollo de la IA de China debido a la creciente demanda de trabajadores con habilidades avanzadas. Además, el crecimiento económico de China podría dividirse de manera desproporcionada, ya que la mayoría del desarrollo industrial relacionado con la IA se concentra en las regiones costeras en lugar del interior.

### Impacto militar
China está investigando varios tipos de vehículos autónomos aéreos, terrestres, marítimos y submarinos En la primavera de 2017, una universidad civil china con vínculos con el ejército demostró un enjambre de 1000 vehículos aéreos sin tripulación habilitados para IA en una exhibición aérea. Un informe de los medios publicado después mostró una simulación por computadora de una formación de enjambre similar que encontró y destruyó un lanzador de misiles :23 Publicaciones de código abierto indicaron que China también está desarrollando un conjunto de herramientas de inteligencia artificial para laguerra informática :27 El desarrollo de la IA militar está influenciado en gran medida por la observación de China de los planes estadounidenses para la innovación en defensa y los temores de una "brecha generacional" cada vez mayor en comparación con el ejército estadounidense. De manera similar a los conceptos militares de EE. UU., China tiene como objetivo utilizar la IA para explotar grandes cantidades de inteligencia, generar una imagen operativa común y acelerar la toma de decisiones en el campo de batalla :12-14
La gestión del ecosistema chino de IA contrasta con la de Estados Unidos. :6 En general, existen pocos límites entre las empresas comerciales chinas, los laboratorios de investigación universitarios, el ejército y el gobierno central. Como resultado de ello, el gobierno chino tiene una posibilidad directa para guiar las prioridades de desarrollo de IA y acceder a tecnología que aparentemente se desarrolló para fines civiles. Para fortalecer aún más estos lazos, el gobierno chino creó una Comisión de Desarrollo de Fusión Militar-Civil que tiene como objetivo acelerar la transferencia de tecnología de IA de empresas comerciales e instituciones de investigación a las fuerzas armadas en enero de 2017. :19 Además, El gobierno chino está aprovechando tanto las barreras más bajas para la recopilación de datos, como los costos más bajos del etiquetado de datos para crear las grandes bases de datos en las que se entrenan los sistemas de IA. Según una estimación, China está en camino de poseer el 30 % de la cuota mundial de datos para 2030. :12
China está invirtiendo en el mercado de IA de EE. UU., y en empresas que trabajan en aplicaciones de IA militarmente relevantes, lo que podría otorgarle acceso legal a la tecnología y la propiedad intelectual de EE. UU. La inversión de capital de riesgo chino en empresas de IA de EE. UU. entre 2010 y 2017 ascendió a un total estimado de 1.300 millones de dólares.

### Academia
Aunque la Universidad de Pekín introdujo en 2004 el primer curso académico sobre IA que llevó a otras universidades chinas a adoptar la IA como disciplina, China enfrenta desafíos para contratar y retener ingenieros e investigadores de IA. Más de la mitad de los científicos de datos en los Estados Unidos han estado trabajando en el campo durante más de 10 años, mientras que aproximadamente la misma proporción de científicos de datos en China tienen menos de 5 años de experiencia. En 2017, menos de 30 universidades chinas generaban expertos y productos de investigación centrados en la IA. :8 Aunque China superó a Estados Unidos en la cantidad de artículos de investigación producidos entre 2011 y 2015, la calidad de sus artículos publicados, según lo juzgado por citas de pares, ocupó el puesto 34 a nivel mundial. China quiere abordar especialmente las aplicaciones militares, por lo que el Instituto de Tecnología de Pekín, uno de los principales institutos de China para la investigación de armas, estableció recientemente el primer programa educativo para niños en IA militar del mundo.

### Preocupaciones éticas
Durante los últimos años, ha habido debates sobre la seguridad de la IA y las preocupaciones éticas tanto en el sector público como en el privado. En 2021, el Ministerio de Ciencia y Tecnología de China publicó la primera directriz ética nacional, el Código de Ética de la Nueva Generación de Inteligencia Artificial sobre el tema de la IA con énfasis específico en la protección del usuario, la privacidad de los datos y la seguridad Este documento reconoce el poder de la IA y la rápida adaptación de la tecnología por parte de las grandes corporaciones para la participación de los usuarios. El South China Morning Post informó que los seres humanos seguirán teniendo pleno poder de decisión y derechos para optar por participar o no. Antes de esto, la Academia de Inteligencia Artificial de Pekín había publicado los Principios de IA de Beijing que plantean las necesidades esenciales en la investigación y planificación a largo plazo de los principios éticos de IA. Este documento aborda los temas de "seguridad y privacidad", "protección y confiabilidad", "transparencia", "responsabilidad" y "equidad".
La seguridad de los datos ha sido el tema más común en la discusión ética de la IA en todo el mundo, y muchos gobiernos nacionales han establecido leyes que abordan la privacidad y la seguridad de los datos. La Ley de Ciberseguridad de la República Popular China se promulgó en 2017 con el objetivo de abordar los nuevos desafíos planteados por el desarrollo de la IA. Este documento incluye secciones sobre promoción de la ciberseguridad, seguridad en el funcionamiento de la red, seguridad de la información, respuestas a emergencias y responsabilidad legal. En 2021, el congreso de la República Popular China aprobó la nueva Ley de seguridad de datos (DSL) de China, que establece un marco normativo que clasifica todo tipo de recopilación y almacenamiento de datos. Esto significa que todas las empresas de tecnología en China deben clasificar sus datos en categorías enumeradas en Digital. línea de suscriptor (línea de abonado digital) y seguir pautas específicas sobre cómo controlar y manejar la transmisión de datos a otras partes.

## Principales actores industriales
Entre las principales empresas y empresas emergentes centradas en la IA se incluyen Baidu, Tencent, Alibaba, SenseTime y Yitu Technology. Las empresas chinas de inteligencia artificial iFlytek, SenseTime, Cloudwalk y DJI han recibido atención por el reconocimiento facial, el reconocimiento de sonido y las tecnologías de drones
En la Conferencia Mundial de Inteligencia Artificial 2019 celebrada en Shanghái, el Ministerio de Ciencia y Tecnología anunció la última lista de empresas chinas que fueron seleccionadas para el "equipo nacional" de IA de China con sectores de IA especializados asignados. China ha ampliado su equipo nacional de IA tres veces desde su anuncio inicial en 2017. El número de empresas involucradas también se ha ampliado de cinco a quince:
- En 2017, Alibaba Cloud (阿里云), Baidu (百度), Tencent (腾讯), iFlytek (科大讯飞) fueron las cuatro empresas iniciales del equipo nacional de IA de China.
- En septiembre de 2018, SenseTime (商汤) se convirtió en el quinto miembro del equipo.
- En 2019, se agregan diez empresas más a la lista, incluidas Yitu (依图) y Xiaomi (小米)

| Año  | Compañía                        | Especialidad de IA designada     |
| ---- | ------------------------------- | -------------------------------- |
| 2017 | Nube de Alibaba (阿里云)        | Ciudad inteligente               |
| 2017 | Baidu (百度)                    | Vehículo autónomo                |
| 2017 | Tencent (腾讯)                  | Inteligencia médica              |
| 2017 | iFlytek (科大讯飞)              | Reconocimiento de voz            |
| 2018 | SenseTime (商汤)                | Visión Inteligente               |
| 2019 | Yitu (依图科技)                 | Computación visual               |
| 2019 | Tecnología Minglamp (明略科技)  | Mercadeo Inteligente             |
| 2019 | Huawei (华为)                   | Software y hardware              |
| 2019 | Pingan (中国平安)               | Inteligencia financiera          |
| 2019 | Hikvision (海康威视)            | Percepción de vídeo              |
| 2019 | JD.com (京东)                   | Cadena de suministro inteligente |
| 2019 | Megvii (旷世科技)               | Percepción visual                |
| 2019 | Qihoo 360 (奇虎360)             | Seguridad inteligente            |
| 2019 | Grupo de Educación TAL (好未来) | Educación                        |
| 2019 | Xiaomi (小米)                   | Automatización del hogar         |

## Críticas académicas
Un artículo publicado por el Center for a New American Security concluyó que "los funcionarios del gobierno chino demostraron una comprensión notablemente profunda de los problemas relacionados con la IA y la seguridad internacional Esto incluye el conocimiento de las discusiones sobre políticas de IA de EE. UU., y recomendó que "la comunidad de formulación de políticas de EE. UU. priorice de manera similar el cultivar la experiencia y la comprensión de los desarrollos de IA en China" y "financiamiento, enfoque y voluntad entre los formuladores de políticas de EE. UU. para impulsar el cambio necesario a gran escala." Un artículo en MIT Technology Review concluyó de manera similar: "China puede tener recursos sin precedentes y un enorme potencial sin explotar, pero Occidente tiene una experiencia líder en el mundo y una sólida cultura de investigación. En lugar de preocuparse por el progreso de China, sería prudente que las naciones occidentales se concentraran en sus fortalezas existentes, invirtiendo fuertemente en investigación y educación".
Algunos expertos creen que la intención de China de ser el primero en desarrollar aplicaciones militares de inteligencia artificial puede resultar en aplicaciones comparativamente menos seguras, ya que China probablemente aceptará más riesgos a lo largo del proceso de desarrollo. Estos expertos afirmaron que no sería ético que el ejército de los EE. UU. sacrificara los estándares de seguridad en aras de las presiones de tiempo externas, pero que el enfoque más conservador de los Estados Unidos para el desarrollo de la IA puede resultar en sistemas más capaces a largo plazo. :23